# Alice Sommerlath

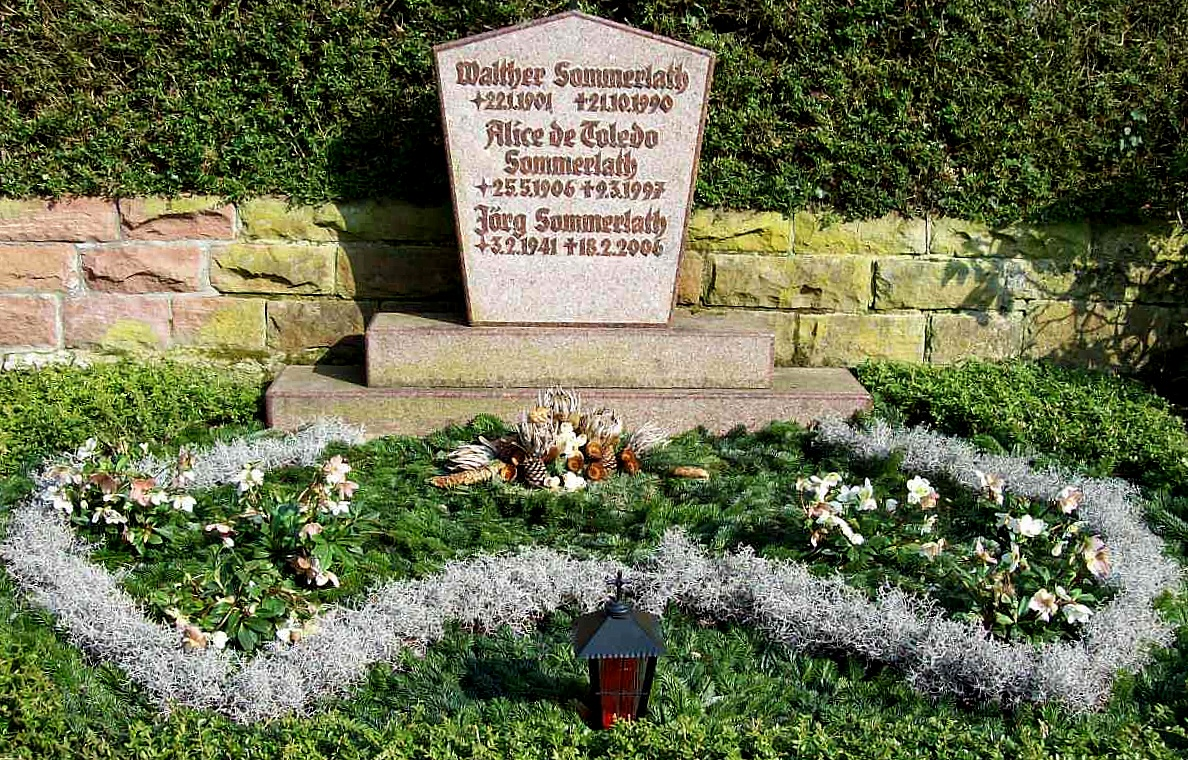
Walther och Alice Sommerlaths grav

Alice Sommerlath, född Alice Soares de Toledo den 25 maj 1906 i São Manuel i delstaten São Paulo, Brasilien, död 9 mars 1997 på Drottningholms slott i Ekerö kommun, var drottning Silvias mor.

## Biografi
Alice Sommerlath var av brasiliansk-portugisiskt ursprung, dotter till Arthur Floriano de Toledo (1873–1935) och Elisa Novaes Soares (1881–1928), som hade ett kaffeplantage. Hon träffade Walther Sommerlath, som hade utvandrat från Tyskland 1920, och de gifte sig 10 december 1925. De fick först två söner, Walter och Ralf, när de bodde i Brasilien. De flyttade sedan till Berlin 1938 där hon först födde ytterligare en son, Jörg, innan Silvia föddes 1943. Efter andra världskriget flyttade familjen åter till Brasilien för att återvända till Tyskland 1957, där de sedermera slog sig ner i Heidelberg.
Alice Somerlath blev änka 1990. Under de sista åren av sitt liv vistades Alice Sommerlath, som då led av Alzheimers sjukdom, hos sin dotter i Sverige och bodde i en lägenhet på Drottningholms slott utanför Stockholm. Moderns sjukdom var ett tungt vägande skäl till drottning Silvias engagemang i äldreomsorgen och grundandet av Silviahemmet 1996. För att underlätta för modern inreddes hennes rum på Drottningholm likadant som och med föremål från hennes hem i Heidelberg.